# Preludi i Fuga en fa major
El “Preludi i fuga en fa major” BWV 880 és l'onzena parella de preludis i fugues del primer llubre del El clavecí ben temperat de Johann Sebastian Bach.
Bach utilitzava sovint el Primer Llibre del clavecí ben temperat com a material tècnic per a la seva pràctica, sobretot per als seus alumnes, i temps després va poder voler renovar i oferir varietat en aquests preludis i fugues. Va ser així, ja al voltant de 1740, com Bach va reorganitzar el Segon Llibre d'ECBT, en un moment de la seva carrera ple de publicacions de música per a teclat, incloent-hi els seus Clavier-Übung (exercicis per a teclat) o un dels cims del seu catàleg, les Variacions Goldberg.
És una obra transversal en la seva instrumentació, que s'ha adaptat perfectament al piano modern, un instrument que Bach ni tan sols va imaginar i per al qual la seva música encaixa perfectament. Les característiques del piano modern (dinàmica, plans sonors, pedal) generen un món de possibilitats interpretatives amb cada preludi i cada fuga, absents en el seu manuscrit de termes de velocitat, de dinàmiques o de tipus d'atac. La diversitat de les seves interpretacions és extremadament variada, resultant difícil trobar un criteri unànime en algun dels 96 preludis i fugues.
Des del començament del Llibre II, que conté els preludis i fugues catalogats entre els números BWV 870 a 893, s'observa una ambició per part del compositor de demostrar el seu mestratge amb l'ús dels elements musicals, de crear peces úniques més modernes, més innovadores i més imaginatives.
Aquest preludi en fa major, comença amb una calma oceànica, per a trobar-se immediatament amb l'alegria d'una fuga en forma de giga.

## Preludi
El preludi, en compàs 3/2, té una llargda de 72 compassos. Caracteritzat per les seues grans lligadures de valor, aquest preludi és un tipus d'invenció a tres veus on el tema es va alternant entre les veus.

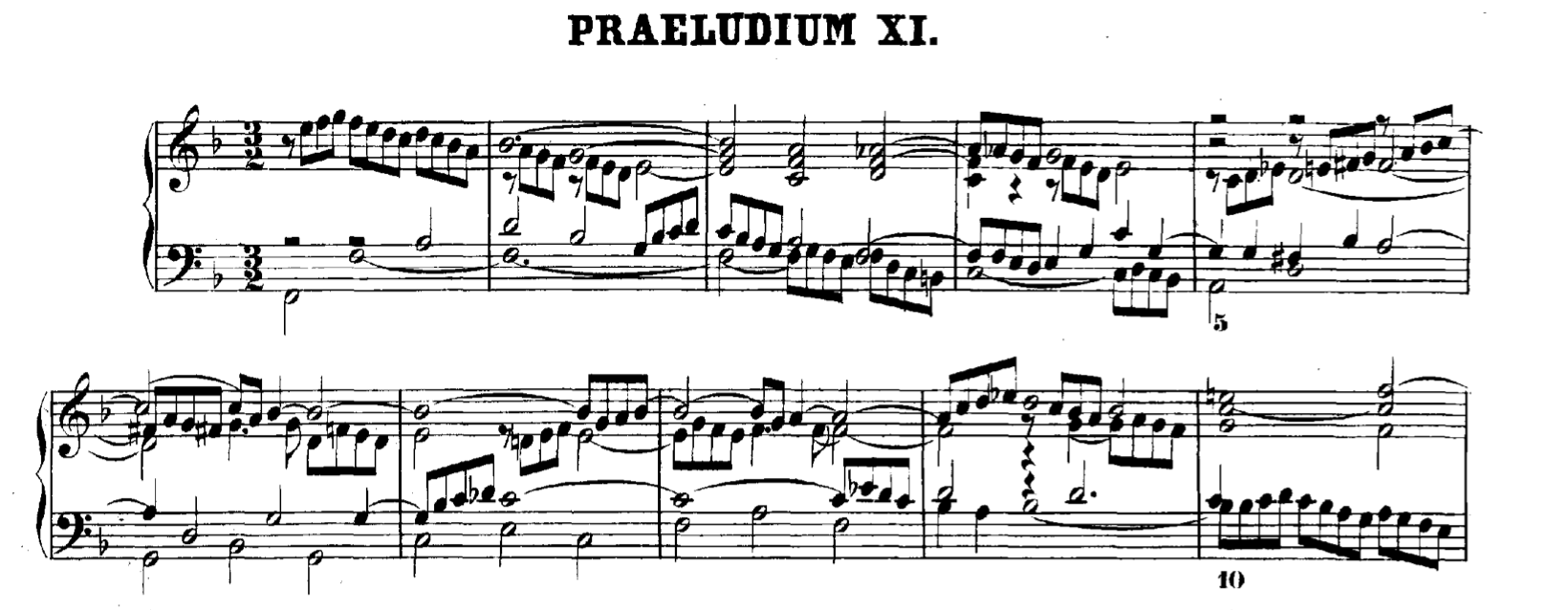
Fragment inicial del preludi

Aquest preludi es construeix sobre la figura característica que apareix als tres primers compassos.
El motiu principal està compost per corxeres i es va entrellaçant de la manera més enginyosa durant tot el moviment. Aquest motiu va apareixent durant tot el preludi i no s'atura fins al final.

## Fuga
La fuga a tres veus, en compàs 6/16, amb una llargada de 99 compassos, contrasta totalment amb el preludi, en quant a ritme i a caràcter. El preludi és calmat, legato i sonor, mentre que la fuga és moguda, rítmica, lleugera i afirmada.
El tema, compost per quatre notes, amb un salt d'un interval de cinquena ascendent, forma un petit crescendo en quant al fraseig. Ressalten les notes pedals dels cc 61-65, (pedal de tònica) i dels cc 76-82, (pedal de dominant) poc comuns en les fugues del compositor.

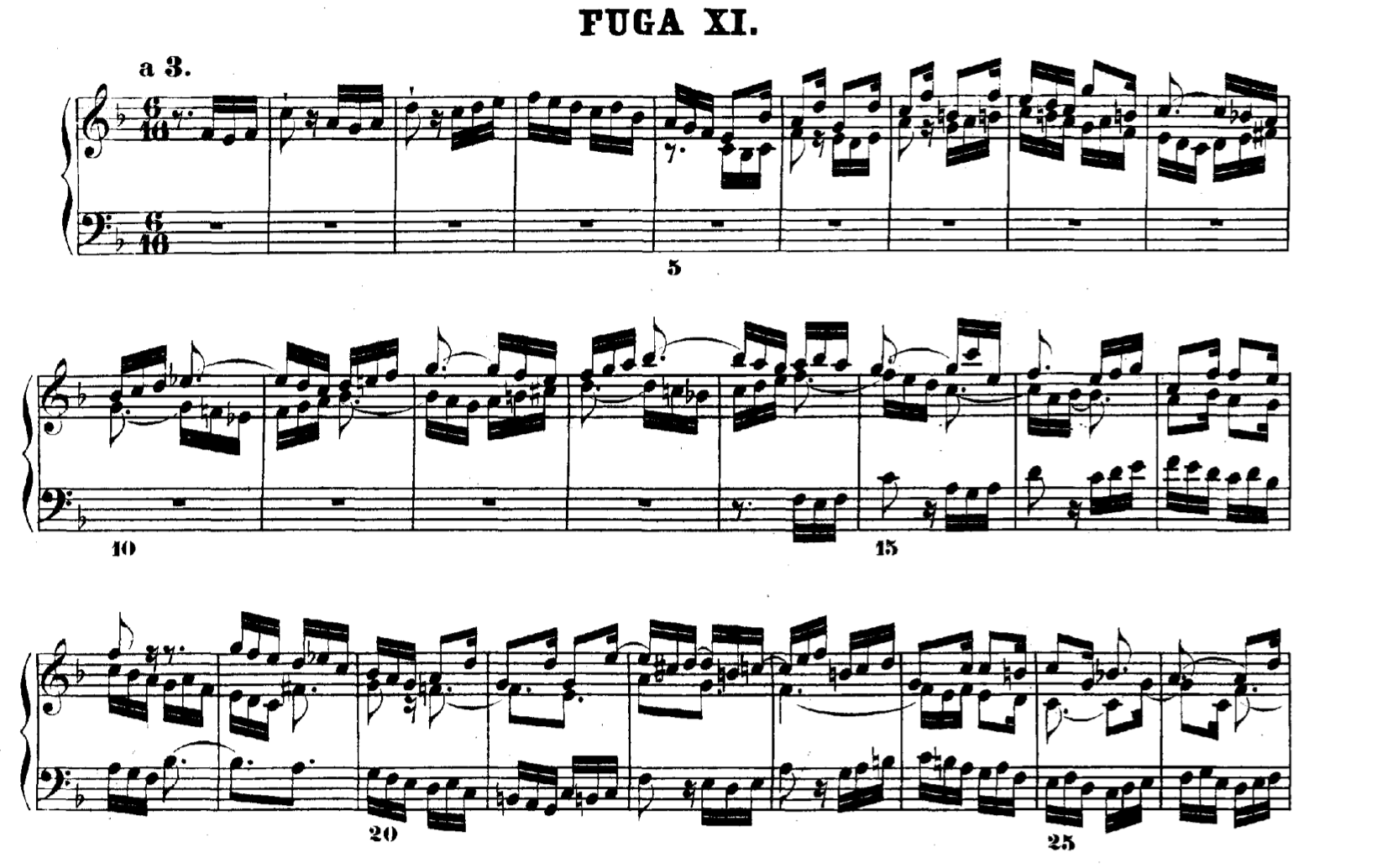
Fragment inicial de la fuga.

Aquesta fuga destaca pel fet que abunden els episodis envers el material temàtic. De fet, la matèria episodial duplica la matèria temàtica.
La peça s'acaba amb la reexposició del tema principal i uns ornaments amb fuses a la veu superior.